# Chaimite (veículo blindado)

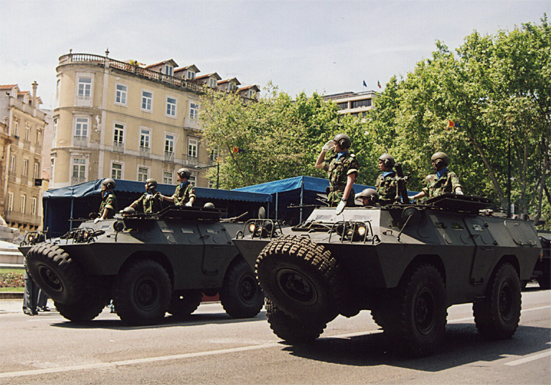
Viaturas Chaimite V-600 (versão porta-morteiro), pertencentes à Escola Prática de Cavalaria, no desfile militar do 25 de Abril de 2004 em Lisboa (Pedro Monteiro).

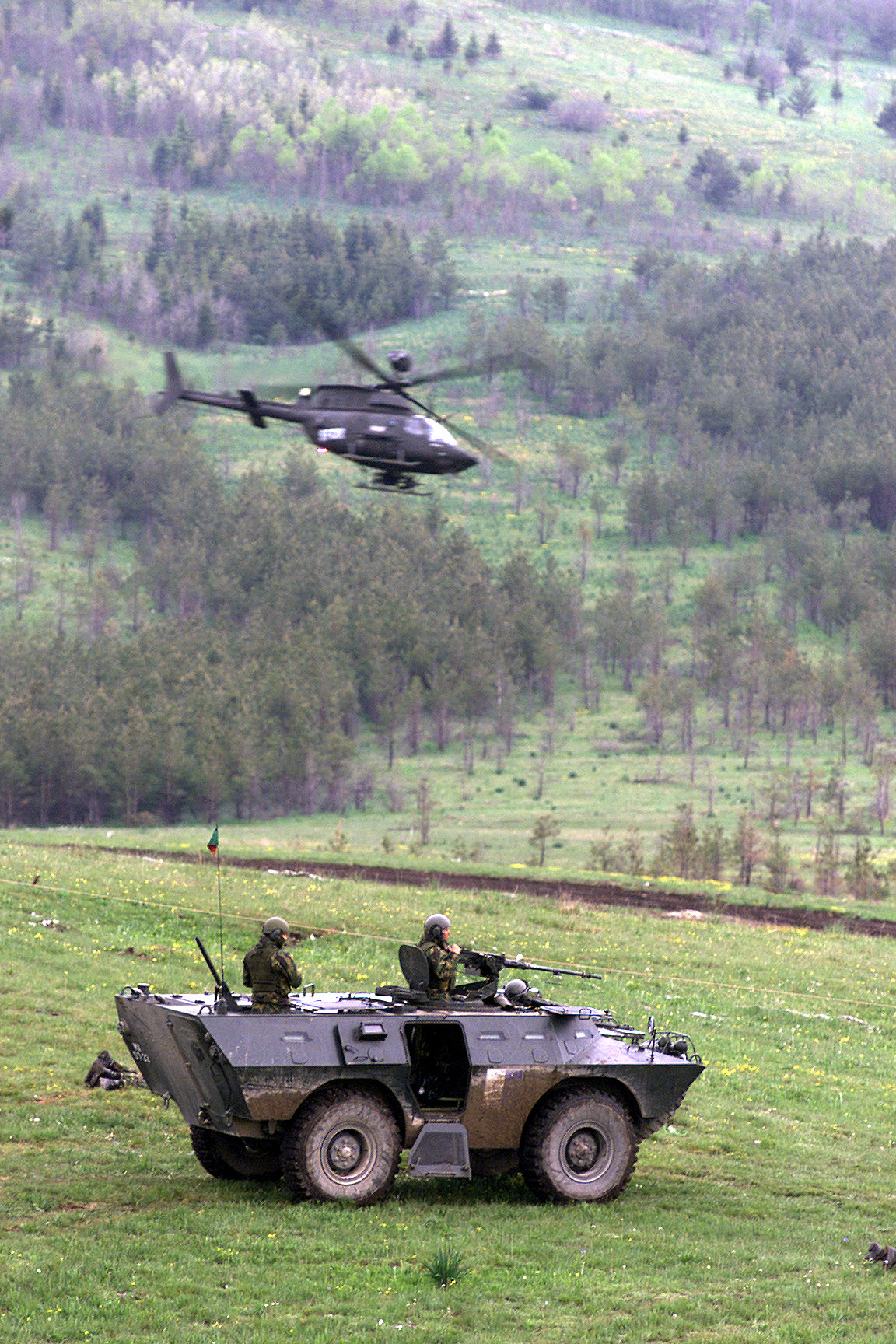
Viatura Chaimite V-200 do Exército Português e Helicóptero OH-58 Kiowa do Exército dos EUA em manobras militares na Bósnia.

O VBTP Chaimite foi uma viatura blindada ligeira de transporte de tropas com tracção 4x4, desenvolvida e fabricada em Portugal. Esta foi a primeira viatura blindada produzida em série no país e foi posteriormente vendida ao Peru, Filipinas, Líbia e Líbano.

## História
O projecto começou a ser desenvolvido no final da década de 1960 pela Bravia - Sociedade Luso-Brasileira de Veículos e Equipamentos, SARL para as Forças Armadas Portuguesas.. As Forças Armadas Portuguesas encontravam-se então envolvidas na Guerra do Ultramar que necessitavam de mais blindados para levar a cabo missões de escolta, reconhecimento e apoio - de facto, em 1964, o número de blindados em África não ia além dos 57 veículos e os que existiam eram inadequados ou obsoletos
Em 1965, Portugal tenta adquirir 50 blindados Commando V-100 mas os Estados Unidos insistem que as mesmos não podem ser usados em África.. Contudo, a empresa Bravia consegue, em 1967, trazer para Portugal uma equipa de técnicos que tinham trabalhado na Cadillac Gage e inclusive uma viatura Commando V-100 para assim criar a Chaimite. O Exército aprova, em 1967, a aquisição do primeiro lote de 28 blindados Chaimite seguido, em 1968, de um lote de mais 56
Como a Bravia não possuía uma unidade fabril, recorria à subcontratação: os primeiros cascos das Chaimite foram feitos na Sorefame da Amadora e a montagem final era feita nas OGME - Oficinas Gerais de Material de Engenharia de Belém, um estabelecimento fabril do Exército português. Posteriormente, a produção passou para a nova fábrica da Bravia, em Samora Correia, na região de Porto Alto.
As primeiras unidades foram entregues já em 1970, e um primeiro lote é enviado para a Guiné-Bissau, em janeiro de 1971.
Quando da eclosão da Revolução dos Cravos (25 de abril de 1974), estes blindados assumiram posição no largo do Carmo, em Lisboa.

## Características básicas
- Motor: Diesel, 6 cilindros em V; 155 CV a 3300 rpm
- Velocidade máxima: 99 km/h
- Autonomia: 800 km
- Comprimento: 5,6 m
- Largura: 2,26 m
- Altura: 2,39 m
- Peso: Dependente da versão

## Utilização

### Exército Português
O principal utilizador do Chaimite, foi o Exército Português que o começou a empregar na Escola Prática de Cavalaria e nas unidades de reconhecimento em operações na Guiné, Angola e Moçambique. A sua utilização pela Escola Prática de Cavalaria ficou famosa, sobretudo pela sua participação nas operações do 25 de abril de 1974. Nesta revolução, foi num veículo Chaimite que o Presidente do Conselho Marcello Caetano foi transportado do Quartel do Carmo para o avião que o levaria ao exílio.
A seguir à revolução, o Chaimite equipou unidades politicamente antagónicas no PREC. Em pleno Verão Quente, em Julho de 1975, o Regimento de Comandos da Amadora soma 42 blindados enquanto, do lado da extrema-esquerda, o Regimento de Polícia Militar e o Regimento de Artilharia de Lisboa (RALIS) somam sete blindados cada.. Posteriormente o Chaimite passou a equipar apenas as unidades de cavalaria vocacionadas para o reconhecimento. A partir de 1985, o Exército renova 82 viaturas, usando componentes desenvolvidos pela Cadillac Gage para o programa LAV, incluindo um novo motor a gasóleo Cummins V6 de 155 cavalos
Nos anos 90, o Chaimite serviu também para equipar as forças portuguesas destacadas para a Bósnia e para o Kosovo, tendo ainda cumprido uma missão na Lituânia. O modelo conta hoje com quase quatro décadas de serviço operacional, tendo sido, em parte, subtituído pelos novos blindados Pandur II

### Marinha Portuguesa
Outro utilizador do Chaimite em Portugal, foi o Corpo de Fuzileiros da Marinha Portuguesa. Este corpo utilizou quatro viaturas Chaimite durante a década de 1970 e a década de 1980. Os fuzileiros dispunham mesmo de uma versão especial própria, denominada Armada 90, equipada com um lança-foguetes de 88,9 mm (cf., Motor Clássico nº 23).

### Outros utilizadores
Além de Portugal, o Chaimite é, ou foi, utilizado pelo Peru (fuzileiros navais), Líbia (guarda presidencial), Líbano, Filipinas e, segundo algumas fontes, Palestina. Segundo o autor Pedro Manuel Monteiro, a Bravia "exportou os primeiros veículos militares nacionais, sendo bem-sucedida em mercados distantes e nada óbvios".. A lista de países que consideraram a compra da Chaimite é longa e inclui, por exemplo, a África do Sul, Arábia Saudita, Brasil, Chipre, Congo, Equador, Gana, Grécia, Espanha, Irão, Iraque, Myanmar, Nigéria, Paquistão, Tailândia e Venezuela. No caso da Malásia, chegou a ser testada, no país, a versão V-400 armada com uma peça de 90mm

## Projecto e Versões
O Chaimite foi desenvolvido como uma família base, com várias versões. Foram desenvolvidas desde a versão simples de transporte até à versão antiaérea. Das versões projectadas, a maioria não saíu do protótipo. Posteriormente, a Bravia projectou os Chaimites Mk II e Mk III, versões respectivamente de seis e oito rodas que nunca foram produzidas.
| V-200  | transporte de pessoal   | Versão básica de transporte de tropas. Uma subvariante, em serviço nos fuzileiros portugueses era o Armada 60, com um lança-foguetes múltiplo de 60 mm.                                            |  |  |
| V-300  | apoio de fogo ligeiro   | Versão capaz de suportar torres armadas com calibres reduzidos, incluindo armas antiaéreas. A Bravia desenvolveu para esta versão, uma torre com um canhão de 20 mm e uma metralhadora de 7,62 mm. |  |  |
| V-400  | apoio de fogo pesado    | Versão capaz de suportar torres armadas com armas de calibre elevado, nomeadamente de 90 mm. Para esta versão foi experimentada com sucesso a torre do blindado francês hispano-suiza Lynx 90.     |  |  |
| V-500  | comando e comunicações  | |  |  |
| V-600  | porta-morteiro          | Versão equipada com um morteiro de 81 mm ou um de 120 mm. |  |  |
| V-700  | lança-mísseis anticarro | Versão equipada com um lançador duplo de mísseis anticarro SS-10 Swingfire operada pelo Exército Português na década de 80. Alternativamente podia ser equipada com um lançador HOT.               |  |  |
| V-800  | ambulância              | |  |  |
| V-900  | recuperação             | Versão de socorro a veículos acidentados. |  |  |
| V-1000 | antimotim               | Versão destinada às forças de segurança, dotada de um canhão de água e prancha antibarricada. |  |  |
|        |                         | |  |  |